# Mario Farías
Mario Farías (Córdoba, Argentina, 11 de marzo de 1985) es un exfutbolista argentino. Jugaba como defensor lateral. 

## Clubes
| Club                    | País      | Año       |
| ----------------------- | --------- | --------- |
| Belgrano                | Argentina | 2007-2009 |
| Huracán de Tres Arroyos | Argentina | 2009-2010 |
| Belgrano                | Argentina | 2010      |
| Villa Mitre             | Argentina | 2011      |

- Datos: Q5998669